# Sardża
Sardża (arab. سرجة) – wieś w Syrii, w muhafazie Idlib. W 2004 roku liczyła 3845 mieszkańców.